# Laviana
Laviana (asztúriai nyelven Llaviana) település Spanyolországban, Asztúria autonóm közösségben. Laviana San Martín del Rey Aurelio, Bimenes, Nava, Piloña, Sobrescobio, Aller és Mieres, Asturias községekkel határos. Lakosainak száma 12 284 fő (2024).

## Népesség
A település népessége az utóbbi években az alábbiak szerint változott:
| Lakosok száma | 14 670 | 14 440 | 14 312 | 14 210 | 14 044 | 13 791 | 13 236 | 12 977 | 12 584 | 12 284 |
|               | 2001   | 2004   | 2007   | 2009   | 2012   | 2014   | 2017   | 2019   | 2022   | 2024   |